# 호아팟 그룹
호아팟 그룹 주식회사는 철강을 주력 종목으로 하는 베트남의 대기업이다. 